# Waggonfabrik P. Herbrand & Cie

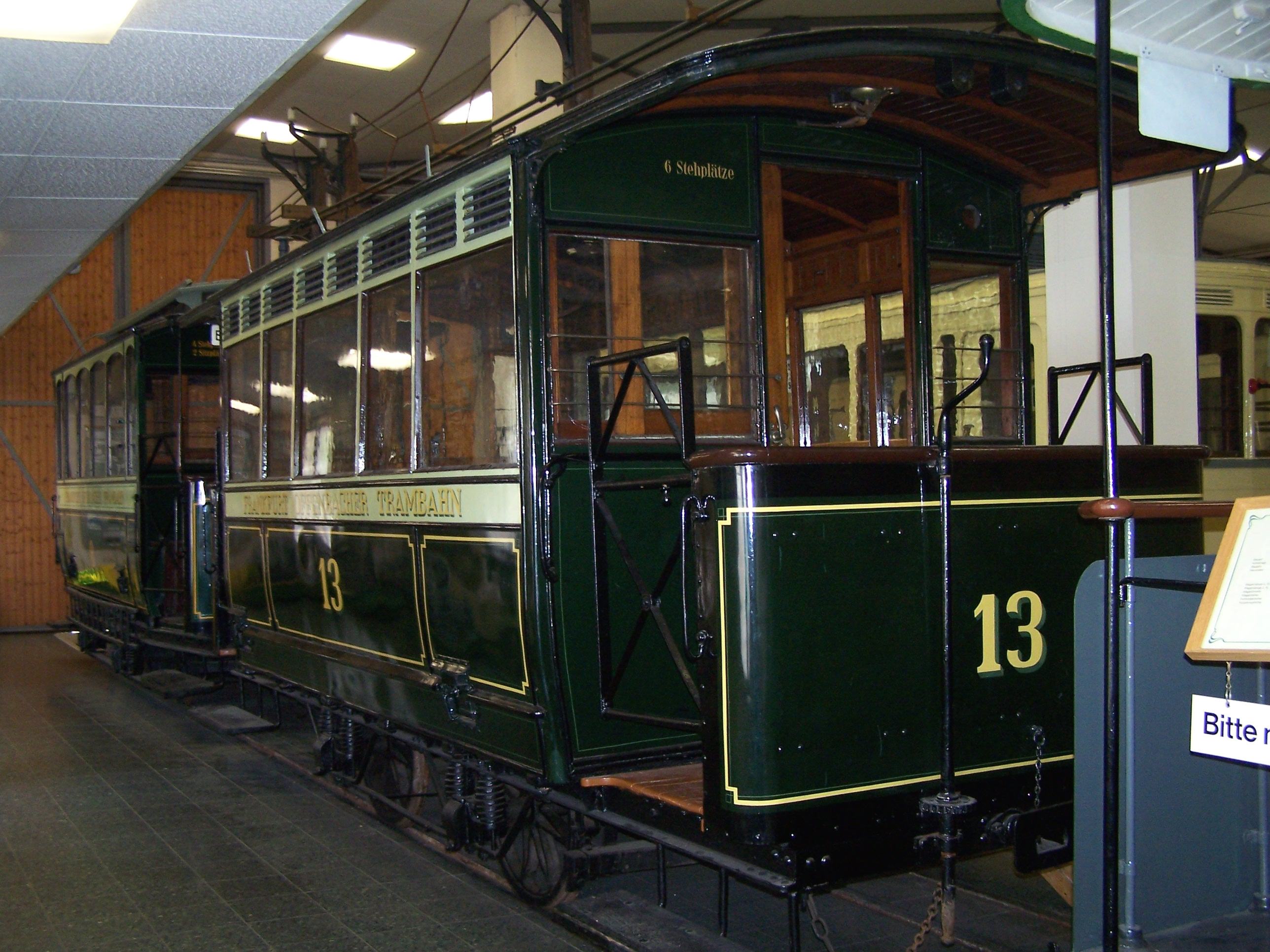
Motorvagn och släpvagn från Frankfurt-Offenbacher Trambahn-Gesellschaft i Spårvägsmuseet i Frankfurt am Main

Waggonfabrik P. Herbrand & Cie. var en tysk tillverkare av rälsfordon i Köln. 
Företaget grundades 1866 av Peter Herbrand, som också hade intresse i Waggonfabrik Talbot  i Aachen. Fabriken låg mellan Venloer Strasse Nr. 427, Herbrandstrasse och den angränsande Eisenbahnstrecke i stadsdelsområdet Ehrenfeld och hade direkt spåranslutning till järnvägen Köln–Aachen.
Waggonfabrik Herbrand tillverkade gods- person- och spårvagnar för normal- och smalspår. 
År 1889 omvandlades företaget till aktiebolaget Waggonfabrik Aktien-Gesellschaft vorm. P. Herbrand & Cie., Köln-Ehrenfeld. Vid denna tidpunkt hade bolaget 480 anställda, och 1883 var de 700. År 1917 köptes företaget upp av Linke-Hofmann-Werke AG. År 1928 stängdes fabriken.

## Fotogalleri

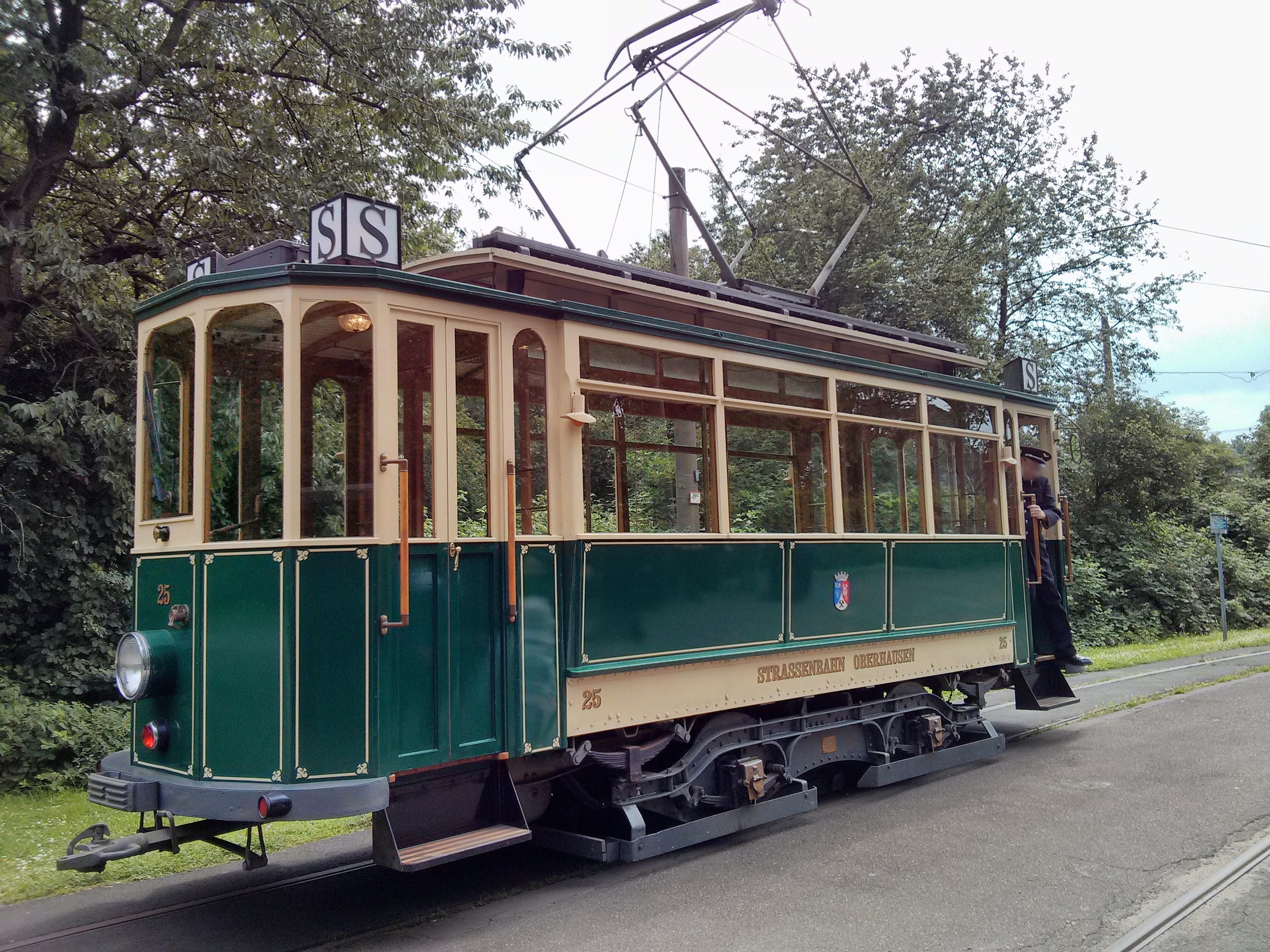
Motorvagn 14–31 från Strassenbahn Oberhausen i Oberhausen från 1899
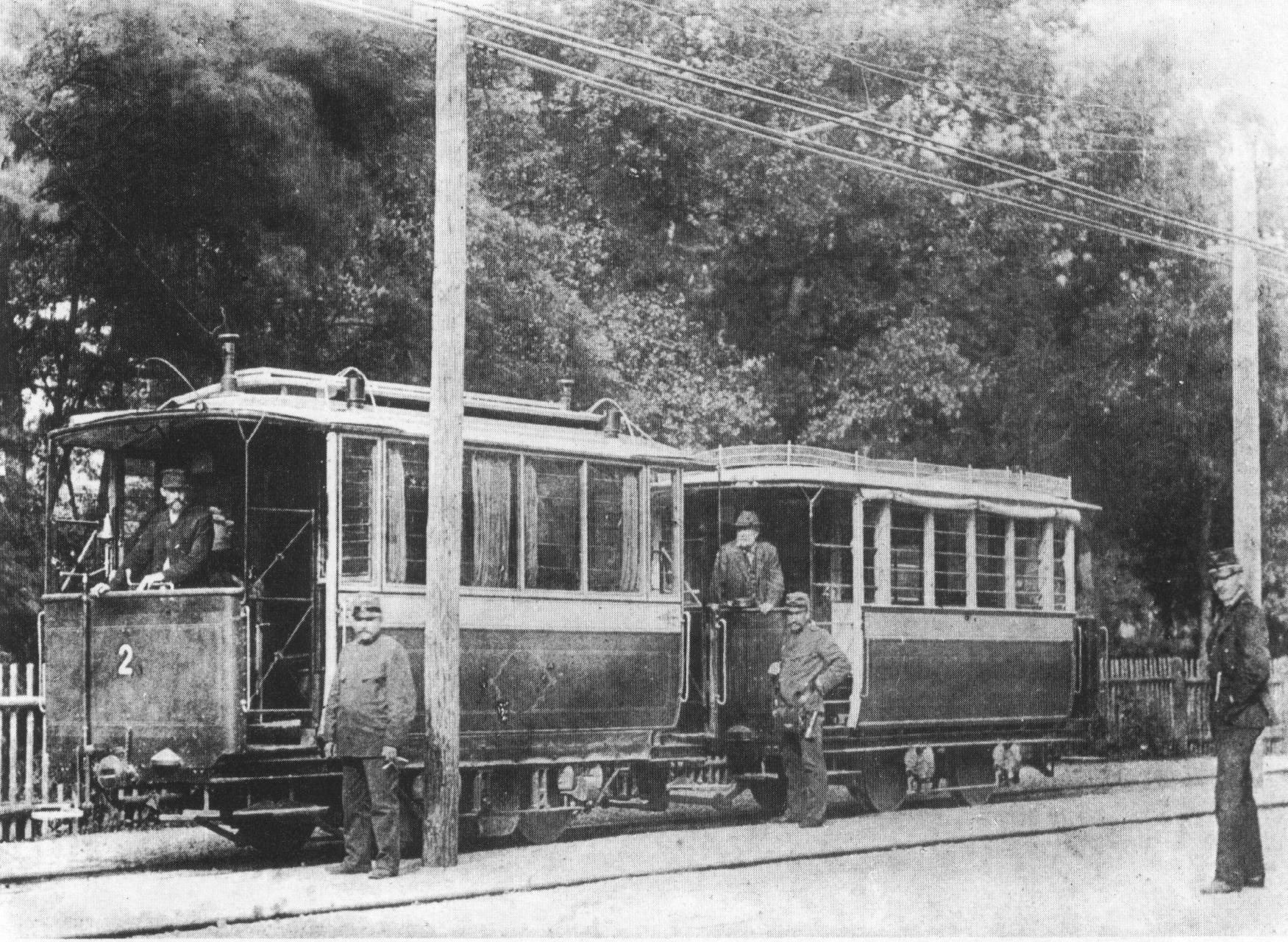
Tw 2 från Lokalbahn Mödling–Hinterbrühl i Österrike
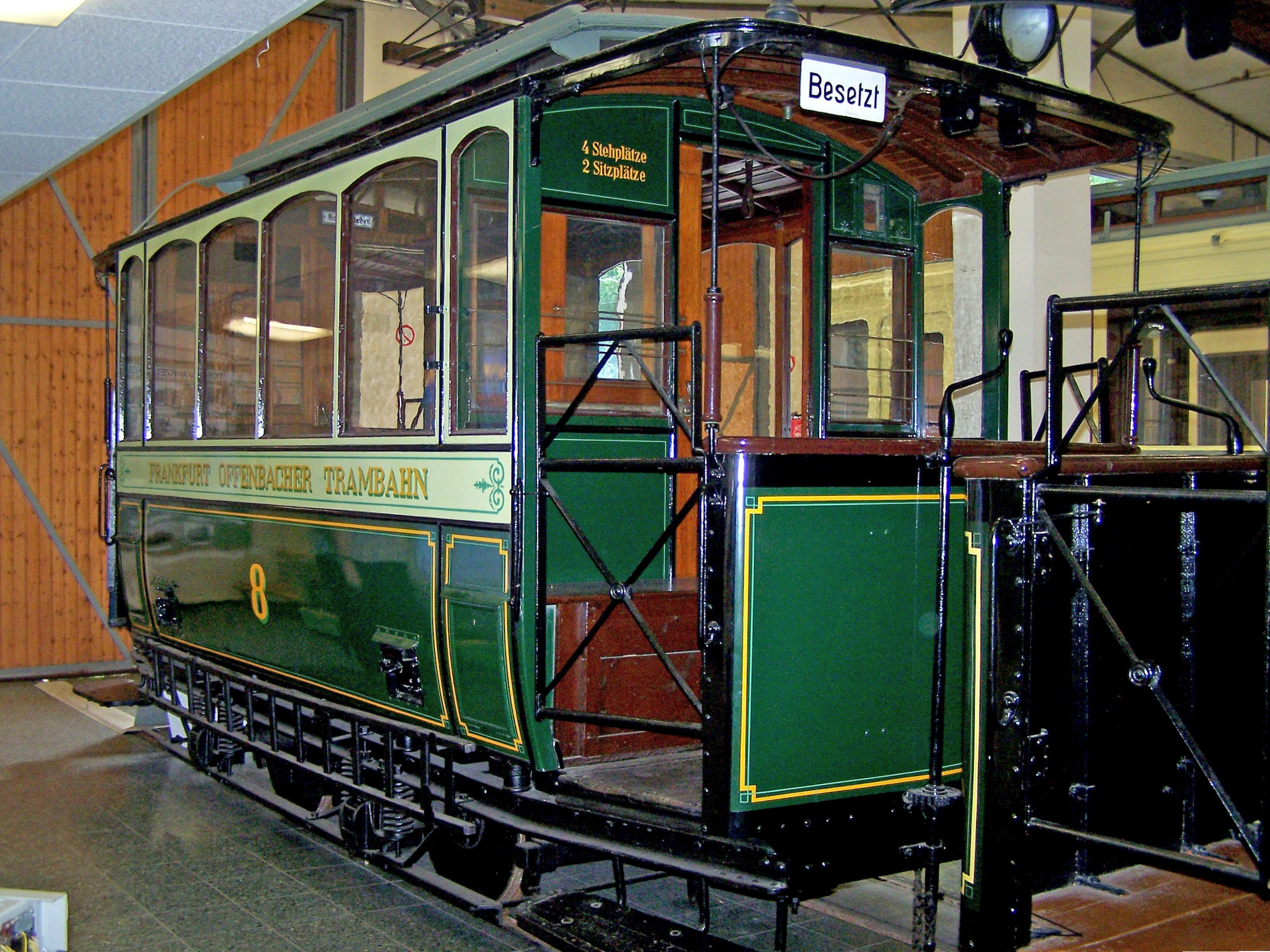
Motorvagn 8 från Frankfurt-Offenbacher Trambahn-Gesellschaft